# Schellenturm (Stuttgart)

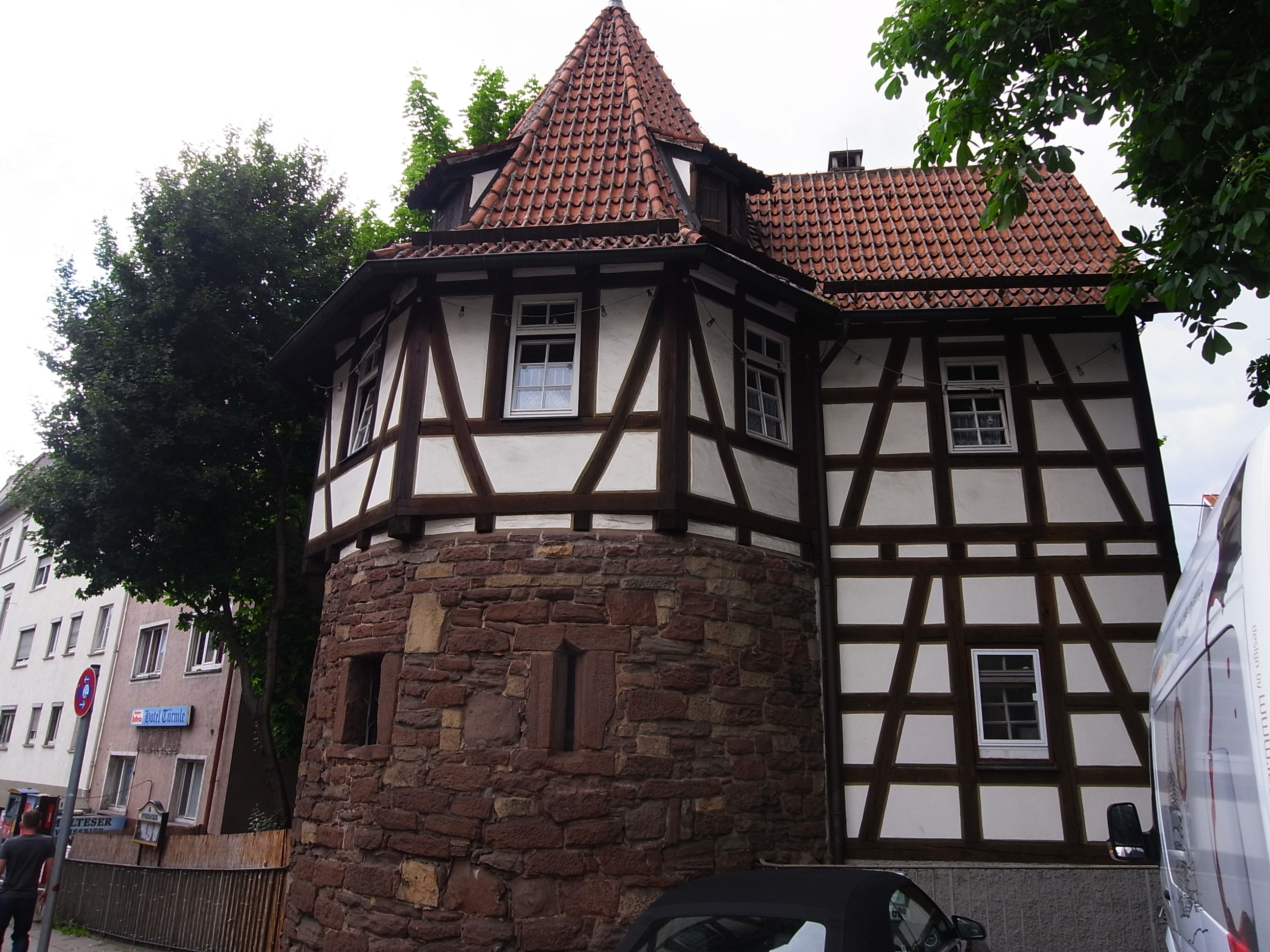
Ansicht des Schellenturms von der Katharinenstraße aus

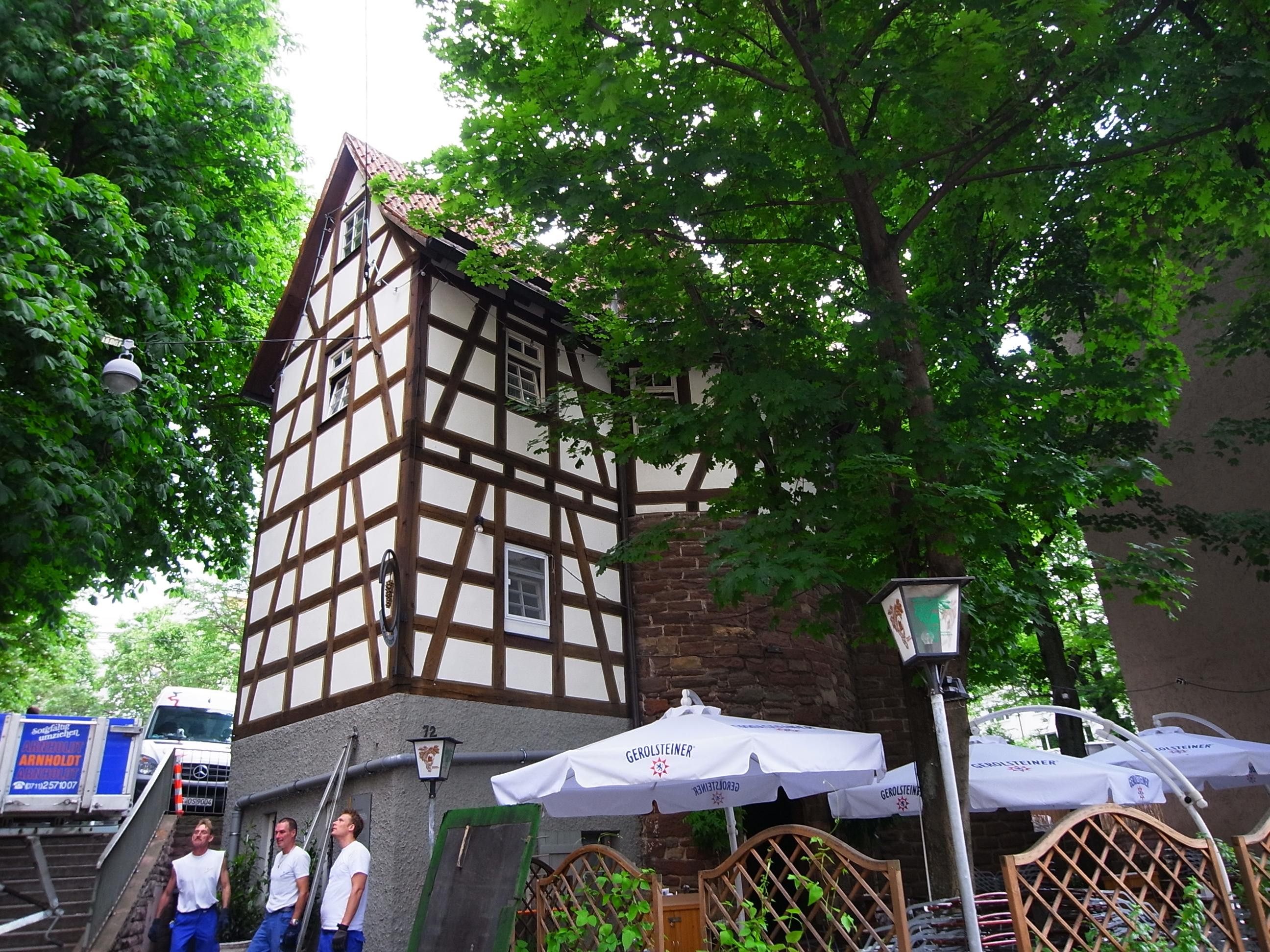
So präsentiert sich der Turm am Kopf der Wagnerstraße

Der Schellenturm (ursprünglich Kastkellereiturm genannt, weil sich dort die Verwaltung der herrschaftlichen Güter befand) ist einer der spärlichen Überreste der Stuttgarter Stadtbefestigung. Benannt wurde er nach den Schellenwerkern, verurteilte Sträflinge, die zu öffentlichem Arbeitsdienst verwendet wurden und Schellen an ihren Kleidern trugen.

## Geschichte

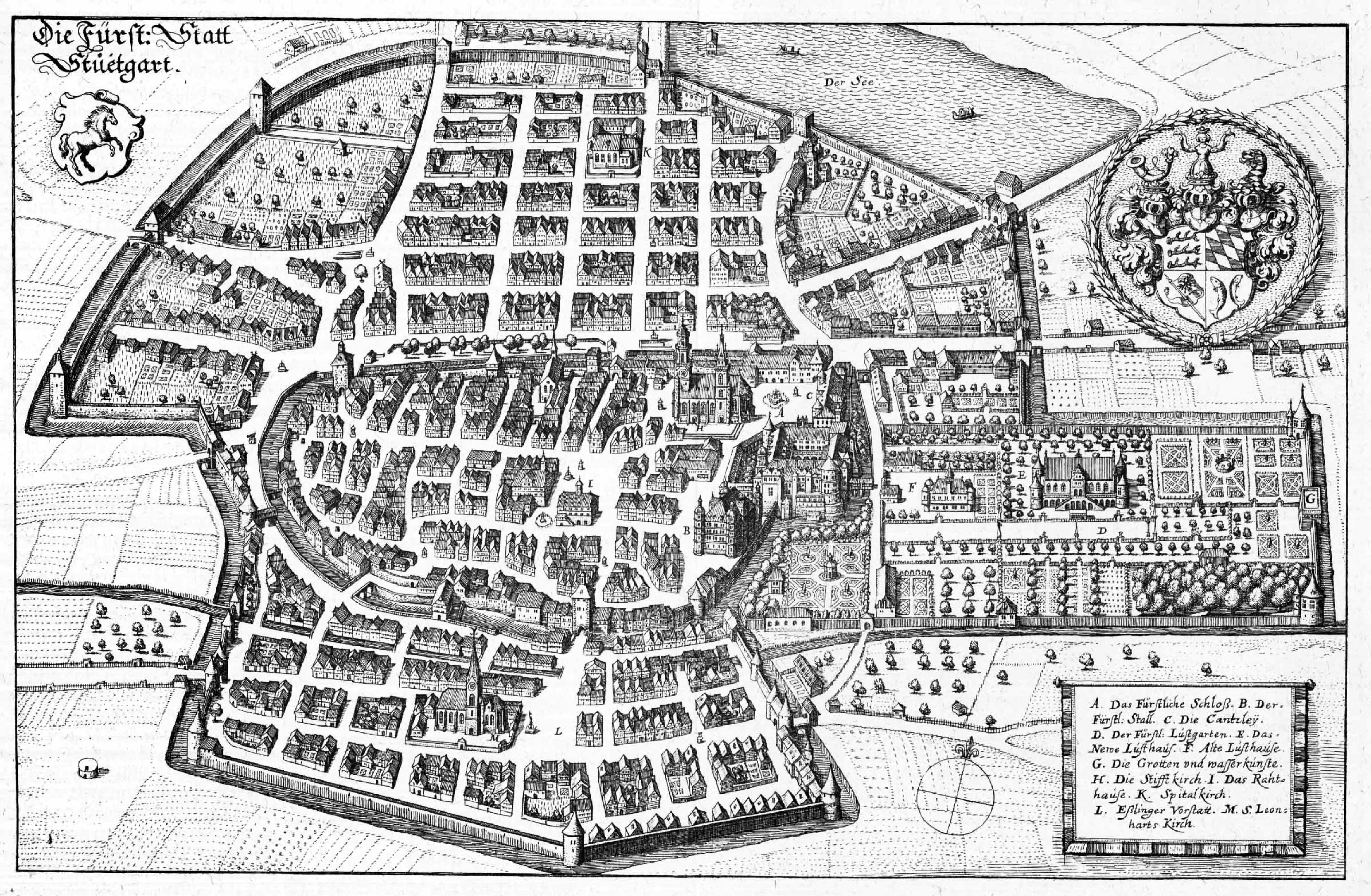
Stadtplan von Stuttgart, Matthäus Merian, 1643. – Unten (mit L gekennzeichnet) : Leonhardsvorstadt. Der heutige Schellenturm ist der südlichste Turm der Stadtbefestigung um die Leonhardtsvorstadt.

Der Schellenturm wurde im Jahre 1564 erbaut und steht am südlichen Rand des Bohnenviertels in Stuttgart-Mitte in der Weberstraße 72. An den Verlauf der ursprünglich ältesten, im 13. Jahrhundert angelegten, Stadtmauer erinnert heute nur noch der Verlauf der Königstraße im Norden einerseits und der Eberhardstraße (Verlängerung Karlstraße) im Süden andererseits. Graf Eberhard der Milde ließ südlich zu dieser Stadtummauerung gegen Ende des 14. Jahrhunderts eine Vorstadt, die Esslinger- oder auch Leonhardsvorstadt, benannt nach der Leonhardskapelle anlegen, die ein großräumiges Areal um die heutige Leonhardskirche vereinnahmte und bis zum Schellenturm reichte. Dieser ist heute der letzte Teil dieser historischen Ummauerung. In seiner Anfangszeit galt ihm der Widmungszweck einer Lagervorrichtung.
Im Fortlauf seiner Geschichte fehlte es dem Turm häufig an Auslastung. Stattdessen wurde er immer wieder vernachlässigt. Im 19. Jahrhundert wurde ein zweigeschossiges Gebäude angebaut und der Turm diente fortan Wohnzwecken. 1811 wurde der weitere Verfall gebremst und bei den notwendigen Renovierungen wurde das Fachwerk im Obergeschoss freigelegt. Der Turm wurde im gleichen Jahr von Kastkellereiturm in Schellenturm umbenannt, nachdem der ursprünglich an der Ecke Weber-/Kanalstraße gelegene Schellenturm abgerissen worden war. 1906 wurde der Turm erneut renoviert.
In den 1910er Jahren veranschaulichte der sozialistische Politiker und Gewerkschafter Friedrich Westmeyer anhand des Turmes die desolaten Verhältnisse des Stuttgarter Wohnungswesens, indem er befand, dass die Küche der armen Leute sich in jener Zeit im Treppenhaus befand. 1911 erschien dazu sein Buch, Das Wohnungselend in Stuttgart. 1944 (im Zweiten Weltkrieg) wurde der Schellenturm bis auf seinen massiven Stumpf zerstört. Seine Restrukturierung folgte dem Vorbild des Zustands von 1906.
Der Turm war ab den 1950er Jahren zum Abriss vorgesehen, welcher nicht vollzogen wurde. Stuttgarter Geschäftsleute, zusammengeschlossen zur „Gemeinnützigen Denkmalstiftung GmbH“, finanzierten die neuerliche Restaurierung des historischen Turms in den Jahren 1978–79. Am 14. Juni 1980 wurde er feierlich mit einer Ansprache und Würdigung von OB Manfred Rommel den Bürgern der Stadt Stuttgart übergeben. Seitdem ist hier auch die „Weinstube Schellenturm“ untergebracht. Die Räumlichkeiten sind von der Gemeinnützigen Denkmalstiftung (Eigner) angepachtet.

## Weitere Reste der Stadtbefestigung
- Von der Stadtmauer, die an 1456 angelegt wurde, blieb ein Mauerstück aus dem Jahr 1563 erhalten (zwischen Paulinen- und Sophienstraße).
- Ein Fragment ist zudem erhalten an der Rückfront des Alten Schauspielhauses